# Mozzecane
Mozzecane là một đô thị ở tỉnh Verona trong vùng Veneto của Ý, có cự ly khoảng 120 km về phía tây của Venice và khoảng 20 km về phía tây nam của Verona. Tại thời điểm ngày 31 tháng 12 năm 2004, đô thị này có dân số 5.611 người và diện tích là 24,7 km².
Đô thị Mozzecane có các frazioni (đơn vị trực thuộc, chủ yếu là các làng) Grezzano, Quistello, San Zenovà Tormine.
Mozzecane giáp các đô thị: Nogarole Rocca, Povegliano Veronese, Roverbella, Valeggio sul Mincio và Villafranca di Verona.